# Richard Aldridge
Richard John Aldridge (* 16. Dezember 1945; † 4. Februar 2014) war ein britischer Paläontologe, der sich vor allem mit Conodonten und anderen paläozoischen Mikrofossilien beschäftigte.
Aldridge wurde bei Ronald Leyshon Austin an der University of Southampton promoviert. Danach war er Lecturer am University College London und der University of Nottingham, bevor er 1989 Professor an der University of Leicester wurde, wo er F. W. Bennett Professor of Geology war.
Aldridge klärte mit Euan Clarkson und Derek Briggs die lange rätselhafte Natur der Conodonten, wichtigen Leitfossilien des Paläozoikums, von denen aber bis in die 1980er Jahre (als Weichteilreste entdeckt wurden) nur zahnartige Relikte bekannt waren. Über Conodonten und deren Biostratigraphie forschte er schon in den 1970er Jahren. Er forschte auch über paläozoisches Phytoplankton und andere Mikrofossilien und grub in den Fossillagerstätten der Soom Shale des Ordovizium in Südafrika und den Konservatlagerstätten des frühen Kambrium in Chengjiang in China (Chengjiang-Faunengemeinschaft).
2006 erhielt er die Pander Medal der Pander Society, die sich der Erforschung der Conodonten widmet. 2011 erhielt er die Lapworth Medal. 2002 bis 2006 war er Präsident der International Palaeontological Association.

## Schriften
- mit X. G. Hou, J. Bergström, D. J. Siveter, X. H. Feng The Cambrian fossils of Chengjiang, China: the flowering of animal life, Blackwell Science Ltd, London 2004